# シェミア島

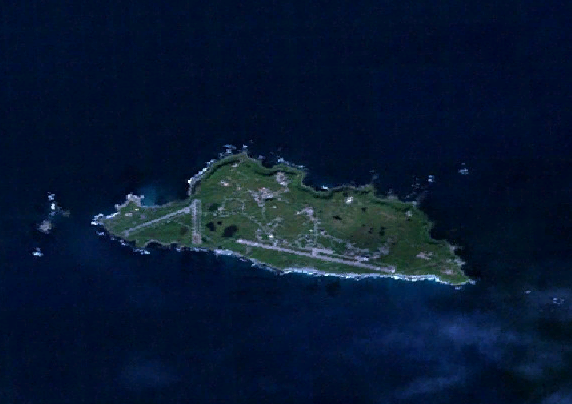
シェミア島

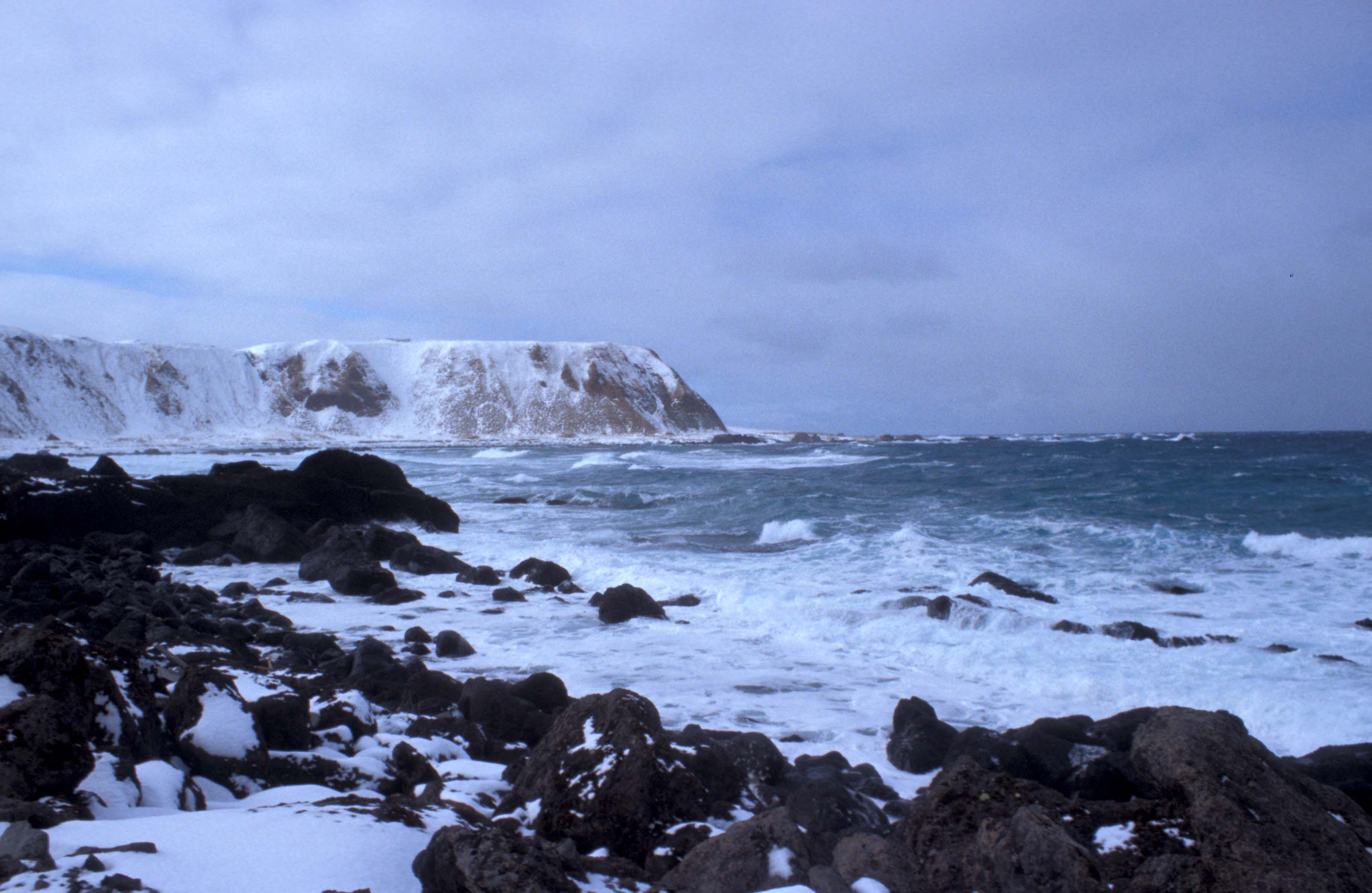
シェミア島北岸

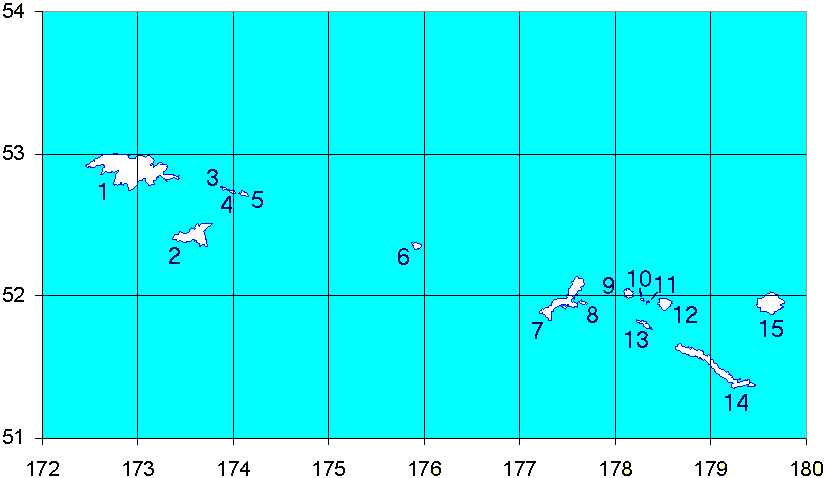
図中 5 の島が シェミア島

シェミア島（英:Shemya Island）は、アメリカ合衆国アラスカ州アリューシャン列島ニア諸島に位置する島である。アッツ島にあったアメリカ沿岸警備隊のLORAN基地が閉鎖されて以来、ニア諸島における唯一の有人島である。

## 歴史
1762年、難破の末に漂着したロシア船の乗組員が発見した。
島内には1943年に建設されたアメリカ空軍の基地があり、全長3キロメートルの滑走路や大型レーダーが備えつけられ、RC-135偵察機が配備されていた。冷戦時代、ソビエト連邦から飛来する大陸間弾道ミサイルと、島に程近いカムチャツカ半島を監視するため1960年代にはおよそ1,500人の将兵が駐留し、ソ連軍の通信を傍受するためロシア語に堪能な士官が常時在勤していたという。

## 航空機
ノースウエスト航空が1947年に、カナダ太平洋航空が1949年にダグラスDC-4で初めて太平洋横断線を就航させたとき、アンカレッジと東京の中間（テクニカルランディング）点として当地の滑走路を使用していたことがあった。

## その他
2021年1月1日早朝（日本時間）に、924hPa（アメリカ海洋大気庁の解析では921hPa）まで発達したアリューシャン低気圧の中心に近い当島で、925.2hPa・風速37m/sを記録した。